# St. Chamond 155 mm Mle 1916
Il Canon St. Chamond 155 mm Mle 1916 era un cannone pesante francese della prima guerra mondiale.

## Storia
Entro la fine del 1914, l'esercito francese ha improvvisato l'utilizzo di cannoni navali come il modello da 14 cm o quello da 16 cm del 1910 per poterli utilizzare contro i nemici come fuoco di controbatteria. Nel 1916 sono apparsi i primi calibri da 14 cm e 145 mm progettati dai produttori di armamenti Saint Chamond e Schneider.
Nel 1916 sono apparsi nuovi adattamenti per i cannoni da 14 cm e 145 mm da parte dei produttori propri del settore navale, la Saint-Chamond e la Schneider.
La progettazione di questo pezzo ha rilevato la veloce usura della canna, tanto che si è reso necessario utilizzare una camera con un calibro maggiorato, ovvero da 155 millimetri. È per questo che erroneamente questo cannone è viene anche chiamato Canon 145/155 mm Mle 1916, nonostante non venne realizzato/utilizzato durante la prima guerra mondiale.
Consegnato all'esercito francese nel 1917, i suoi primi colpi furono sparati nella regione Champagne nel mese di aprile (comune di Moronvilliers). La gittata massima lo rendera un'arma considerevole: 18 chilometri. Nel marzo 1918 erano operativi 160 pezzi, ma il loro uso intensivo ha comportato ad una rapida usura che ne rimasero operativi solo 43 al momento dell'armistizio. L'esercito francese nel 1940 aveva ancora 152 cannoni di questo tipo nel corso della sua entrata in guerra.
Un esemplare è esposto presso il Museo storico italiano della guerra, all'interno del castello di Rovereto, nella città della Quercia.

## Caratteristiche tecniche

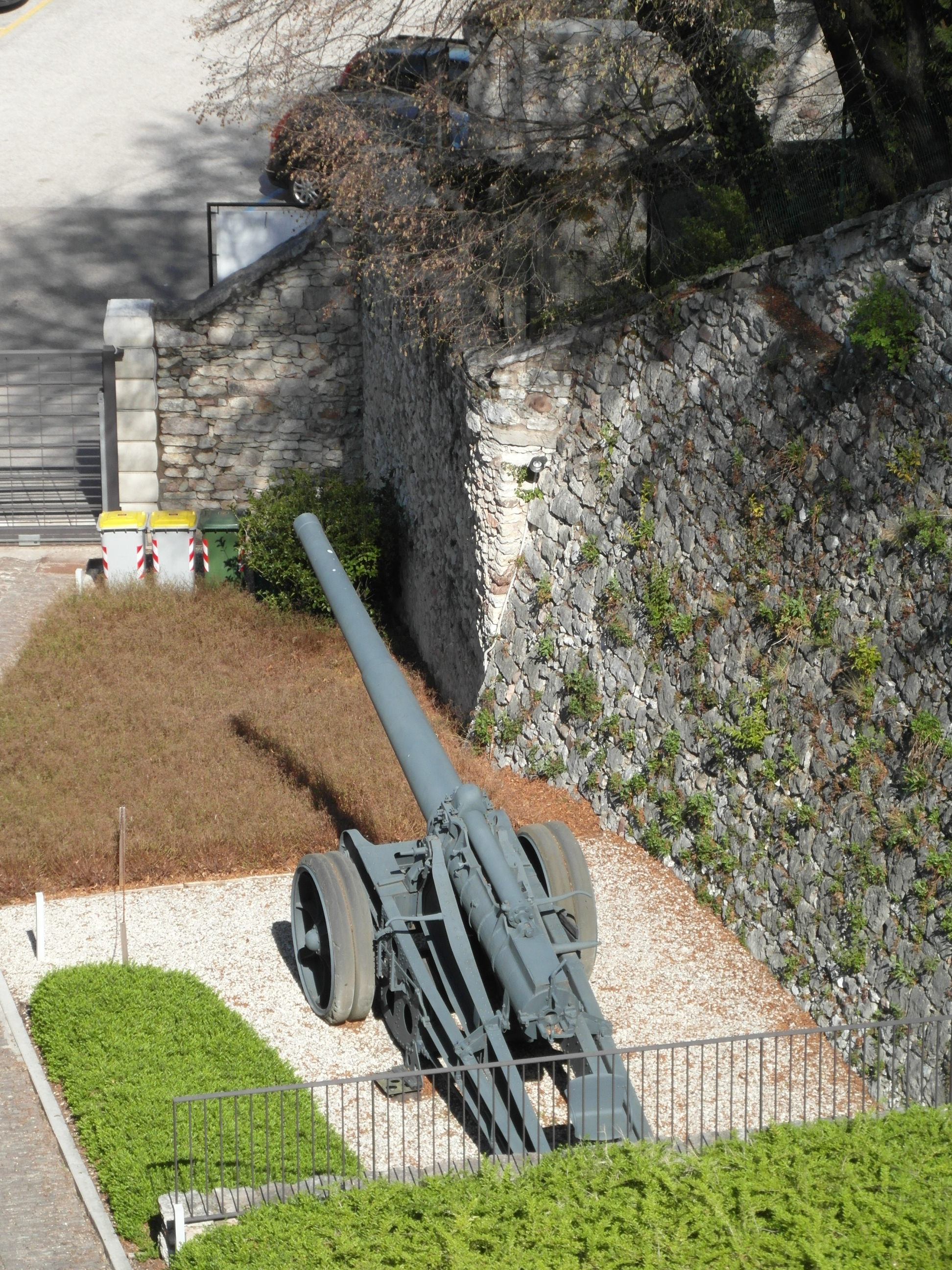
Il cannone visto dall'alto

Il cannone era dotato di alcuni organi elastici, il freno idraulico e un ricuperatore pneumatico. Era anche dotato di un apposito apparecchio di puntamento: un cannocchiale utilizzato generalmente per le bocche di fuoco di grosso calibro, il modello 1888-1900.
Altre caratteristiche techniche:
- anno di produzione: 1916
- calibro: 155.00 mm
- peso in posizione: 12500 kg
- peso trainato: 13300 kg
- lunghezza massima: 11,25 m
- materiale: acciaio
- peso della canna: 5270 kg
- lunghezza dell'anima: 47,5 cal
- rigatura: 5° 13' 18"
- numero righe: 42
- settore di tiro verticale: da 0° a +38°
- settore di tiro orizzontale: da -6° a +6°
- velocità massima: 785 m/s
- gittata massima: 17900 m
- consegna di chiusura: a vitone, con anello plastico
- cadenza di tiro: 3 colpi in due minuti

## Proietti
Il cannone era in grado di sparare diversi proietti:
- granata d'acciaio A.L.G.P., da 43,230 kg
- granata D d'acciaio tipo B.G.P., da 43,100 kg
- granata in ghisa acciaiosa F.A.G.P., da 44,850 kg
- granata in ghisa acciaiosa O.F.A., da 43 kg
- cartocci a sacchetto (2 cariche)
- cancello a percussione